# Lee Hyun-woo (attore)
Lee Hyun-woo (이현우?, I Hyeon-uLR, Yi Hyŏn-uMR; Seul, 23 marzo 1993) è un attore sudcoreano.

## Biografia
Lee iniziò la sua carriera all'età di nove anni come attore bambino, prendendo parte a numerose produzioni televisive su larga scala come Dae-wang Sejong (2008), Seondeok yeo-wang (2009) e Dor-a-on Iljimae (2009). Cominciò a essere più conosciuto grazie al ruolo interpretato nel 2010 in Gongbu-ui sin, adattamento coreano del manga giapponese Dragon Zakura.
Nel 2011, lui e il cantante k-pop Yoon Doo-joon iniziarono a presentare il programma televisivo Music on Top per il canale via cavo jTBC. Lee interpretò anche il protagonista maschile nel video musicale del brano "You & I", tratto dall'album Last Fantasy della cantante IU, mentre continuò a recitare nel serial storico Gyebaek, nel thriller Jeokdo-ui namja, e fece un'apparizione speciale nel serial medico Brain.
Nel 2012, interpretò uno dei protagonisti nell'adattamento coreano del manga giapponese Hana-Kimi, Areumda-un geudae-ege: nonostante i bassi ascolti in patria, il serial aumentò la popolarità di Lee in Singapore, Malaysia, Taiwan e Cina. A questo fecero seguito un ruolo nel 2013 in Eunmilhage widaehage, che si rivelò un successo al botteghino, e un altro in Gisuljadeul.
Nel 2015, prese parte al thriller navale Yeonpyeonghaejeon, basato sulla seconda battaglia di Yeonpyeong, che divenne la pellicola più vista dell'anno in Corea del Sud. L'anno seguente interpretò il protagonista del serial Murim hakgyo, e a gennaio 2017 ottenne il ruolo principale in Geunyeoneun geojinmar-eul neomu saranghae, adattamento del manga Kanojo wa uso o aishisugiteru.

## Filmografia

### Cinema
- Baribari jjang (바리바리 짱?), regia di Nam Gi-nam (2005)
- Holiday (홀리데이?, Hollide-iLR), regia di Yang Yoon-ho (2006)
- A Dirty Carnival (비열한 거리?, Bi-yeolhan georiLR), regia di Yoo Ha (2006)
- Hwang Jin-yi (황진이?), regia di Chang Yoon-hyun (2007)
- Hwansanggeukjang (환상극장?) (2010)
- GLove (글러브?, GeulleobeuLR), regia di Kang Woo-suk (2011)
- Eunmilhage widaehage (은밀하게 위대하게?), regia di Jang Cheol-soo (2013)
- Gisuljadeul (기술자들?), regia di Kim Hong-sun (2014)
- Wish You Were Here (위시 유 워 히어?, Wisi yu wo hi-eoLR) – cortometraggio (2014)
- Yeonpyeonghaejeon (연평해전?), regia di Kim Hak-soon (2015)
- Beauty Inside (뷰티 인사이드?, Byuti insa-ideuLR), regia di Baik (2015)

### Televisione
- Ullabulla beullujjang (울라불라 블루짱?) – serie TV (2004)
- Bomnal (봄날?) – serie TV (2005)
- Hwarangjeonsa Maru (화랑전사 마루?) – serie TV (2006)
- Tae-wangsasin-gi (태왕사신기?) – serie TV (2007)
- Lobbyist (로비스트?, RobiseuteuLR) – serie TV (2007)
- Dae-wang Sejong (대왕 세종?) – serie TV (2008)
- Sar-aganeun dong-an huhoehal jul almyeonseo jeojireuneun ildeul (살아가는 동안 후회할 줄 알면서 저지르는 일들?) – miniserie TV, episodio 4 (2008)
- Dor-a-on Iljimae (돌아온 일지매?) – serie TV (2009)
- Seondeok yeo-wang (선덕여왕?) – serie TV (2009)
- Bam jwo (밥 줘?) – serie TV (2009)
- Gongbu-ui sin (공부의 신?) – serie TV (2010)
- Gyebaek (계백?) – serie TV (2011)
- Brain (브레인?, Beure-inLR) – serie TV (2011-2012)
- Jeokdo-ui namja (적도의 남자?) – serie TV (2012)
- Areumda-un geudae-ege (아름다운 그대에게?) – serie TV (2012)
- Nae-ir-ul hyanghae ttwi-eora (내일을 향해 뛰어라?) – miniserie TV (2015)
- Bam-eul geonneun seonbi (밤을 걷는 선비?) – serie TV (2015)
- Murim hakgyo (무림학교?) – serie TV (2016)
- Geunyeoneun geojinmar-eul neomu saranghae (그녀는 거짓말을 너무 사랑해?) – serie TV (2017)
- Zuimei buguo chu xiang jian (最美不过初相见S, Zuìměi bùguò chū xiāng jiànP) – webserie (2017)
- La casa di carta: Corea (종이의 집: 공동경제구역) – serie TV (2022-in corso)

## Riconoscimenti
- Asia Model Festival Awards
  - 2014 – Premio nuova stella per Eunmilhage widaehage
- Blue Dragon Film Awards
  - 2013 – Candidatura a Miglior nuovo attore per Eunmilhage widaehage
- Buil Film Awards
  - 2013 – Candidatura a Miglior nuovo attore per Eunmilhage widaehage
- Grand Bell Awards
  - 2015 – Candidatura a Miglior nuovo attore per Yeonpyeonghaejeon
- KBS Drama Awards
  - 2008 – Miglior giovane attore per Dae-wang Sejong
  - 2012 – Candidatura a Miglior nuovo attore per Jeokdo-ui namja
- Korea Best Dresser Swan Awards
  - 2015 – Premio stella nascente per Yeonpyeonghaejeon
- SBS Drama Awards
  - 2012 – Premio nuova stella per Areumda-un geudae-ege
- SBS Entertainment Awards
  - 2013 – Candidatura a Miglior esordiente per Inkigayo
- Seoul International Youth Film Festival
  - 2014 – Miglior giovane attore per Eunmilhage widaehage
- WorldFest-Houston International Film Festival
  - 2016 – Miglior attore secondario per Yeonpyeonghaejeon